# Kiritake Monjūrō II.
Kiritake Monjūrō II. (japanisch 2代目 桐竹 紋十郎; geboren 20. November 1900 in Sakai (Präfektur Osaka); gestorben 21. August 1970) war ein japanischer Puppenspieler mit dem Schwerpunkt Bunraku.

## Leben und Wirken
Kiritake Monjūrō II. begann im September 1909 bei Yoshida Bungorō III. (3代目 吉田 文五郎) zu studieren und nannte sich Yoshida Kobun (吉田 小文). Seinen ersten Auftritt hatte er im November desselben Jahres im Theater „Horieza“ (堀江座). 1915 wechselt er zum Bunrakuza (文楽座), und ab 1918 nannte er sich „Yoshida Minosuke II.“ (2代目 吉田 簑助). Ab 1927 nannte er sich Monjūrō II. Er war gut in Onnagata-Darstellungen. also in der Darstellung weiblicher Figuren, wie die Darstellung der Masaoka (政岡), O-Zono (お園) und Shizuka Gozen (静御前). Aber auch Männerrollen, wie Kampei (勘平), Jihyōei (治兵衛) gelangen ihm gut.
Nach dem Zweiten Weltkrieg gründeten die Bunraku-Schauspieler eine Gewerkschaft, wobei Kiritake zum Vorsitzenden der Osaka-Vertretung von „Nikkei Performance“ (日映演) gewählt wurde. Schon im Jahr darauf die spaltete sich Bunraku-Vertretung in zwei Gruppen auf. Er wurde dann Vorsitzender der „Sanwakai“ (三和会), war ein Gegner der konservative Gruppe. Er verzichtete auf die finanzielle Unterstützung des Filmunternehmens Shōchiku, trat in kleinen Theatern auf, machte lokale Tourneen, trat in Kanada, in den Vereinigten Staaten und in Europa auf und sorgte so für die Verbreitung des Bunraku.
Kiritake probierte auch experimentelle Aufführungen in moderner Sprache, wie die von Kinoshita Junji (1914–2006) „Urikohime and Amanjaku“ (瓜子姫とアマンジャク) und Sawako Ariyoshis „Homura“ (ほむら). Er war eine führende Person der Onnagata-Darstellung, mit ausdrucksvollen Bewegungen machte er die Essenz des Bunraku deutlich.
Beispielhafte Aufführungen sind
- (壇浦兜軍記) 阿古屋 – „Akoya“ in „Bericht über die Seeschlacht von Dan-no-ura “
- „En'yō on'na no maigoromo“ (艶容女舞衣) お園 – „O-Zono“ in „Anmutige Frau – Tanzkleid“
- „Shōutsushi asagao hanashi“(生写朝顔話) 深雪 – „Miyuki“ in „Lebendes Abbild – Geschichte einer Blauen Prunkwinde“
- „Yoshitsune senbon zakura“ (義経千本桜) 静御前 – „Shizuka Gozen“ in „Yoshitsune[A 1] – tausend Kirschbäume“
- „Meiboku sendai ogi“ (伽羅先代荻) 政岡 – „Masaoka“ in dem Stück von Nagawa Kamezuku (奈河亀輔) 1777.

1949 wurde Kiritake der mit dem „Preis des Japan Art Festival“ (芸術祭賞, Geijutsusai shō) ausgezeichnet. 1956 folgte der „Geijutsu senshō“ (芸術選奨). 1957 erhielt er die Ehrenmedaille. 1965 wurde er als „Lebender Nationalschatz“, 1969 als „Person mit besonderen kulturellen Verdiensten“ geehrt.
Kiritake war Mitautor von „Bunraku no ningyō to shamisen“ (文楽の人形と三味線) – „Bunraku-Puppen und Shamisen“.